# Mangelia tenuicostata
Mangelia tenuicostata is een slakkensoort uit de familie van de Mangeliidae. De wetenschappelijke naam van de soort is voor het eerst geldig gepubliceerd in 1868 door Brugnone.